# الحزب الديمقراطي الكوري (كوريا الجنوبية)
الحزب الديمقراطي الكوري (بالكورية: 더불어민주당)، هو حزب سياسي ليبرالي في كوريا الجنوبية. وهو بالإضافة إلى حزب قوة الشعب الحزبين الرئيسيين في البلاد.  
تأسس الحزب في الأصل تحت اسم "تحالف السياسة الجديدة من أجل الديمقراطية" في 26 مارس 2014، نتيجة اندماج بين الحزب الديمقراطي آنذاك واللجنة التحضيرية لحزب الرؤية السياسية الجديدة بقيادة آن تشول-سو. في 28 ديسمبر 2015، غيّر الحزب اسمه إلى اسمه الحالي. وفي عام 2022، اندمج الحزب الديمقراطي مع "حزب الديمقراطية المفتوحة" و"الموجة الجديدة" لتشكيل حزب شامل واسع القاعدة.